# Província d'Heredia
La província d'Heredia, és una subdivisió de Costa Rica. Està localitzada en la part nord-central del país. Al nord limita amb Nicaragua, a l'oest amb la província de Limón, al sud amb la província de San José i a l'oest amb la província d'Alajuela.